# 定军山 (戏剧)
定军山是中国的一出传统剧目，题材取自《三国演义》讲述东汉末期曹操与刘备之间展开的定军山之战。事见《三国演义》第七十、七十一回，情节不尽同，一名《取东川》，又名《一战成功》，京剧、汉剧、川剧、滇剧、徽剧、秦腔、晋剧、同州梆子、粤剧均有此剧，河北梆子剧名《葭萌关》。有时与《阳平关》连演。

## 京剧
京剧定军山于1905年拍摄成电影《定军山》，此部电影是被认为是中国电影百年历史上的第一部影片。
剧情，三国时，蜀魏用兵。蜀军老将黄忠、严颜与魏将张郃交战，黄忠虽年迈但本领高强，张郃不敌，败走天荡山。黄忠刀劈韩浩，严颜枪挑夏侯德，张郃逃往定军山。定军山守将夏侯渊骠悍勇猛，威镇中原。蜀军师孔明在派将时故意以年老为由，轻视黄忠，黄忠中孔明激将之计，毅然请缨攻打定军山。两军会阵，黄忠生擒夏侯尚，夏侯渊生擒陈式，双方约定走马换俘。换俘时，黄忠箭射魏将，又用拖刀计斩夏侯渊。 
此剧是一出靠把老生戏，唱念做打并重。早年为余三胜代表作。后谭鑫培将帅盔改为紮巾，并修饰、润色了身段和唱腔，对后世影响很大。旧时戏班常在春节上演此剧作为吉祥戏，名为《一战成功》，但扮演夏侯渊的演员却要在过年时“死”一次，所以一般会得到一些补偿。

## 参阅
- 定军山
- 定军山之战
- 定军山 (1905年电影)
- 定军山 (2005年电影)